# Gioacchino Pennino
Gioacchino Pennino (Palermo, 1938 – ...) è stato un medico e collaboratore di giustizia italiano.
Ex dirigente della Democrazia Cristiana e importante collaboratore di giustizia, Pennino è noto per aver rivelato legami tra mafia, massoneria, 'ndrangheta e politica. Originario della cosca di Ciaculli–Brancaccio, le sue dichiarazioni hanno influenzato importanti inchieste a livello nazionale.

## Biografia
Nato a Palermo nel 1938, si laureò in Medicina a 23 anni e si specializzò in Igiene e Radiologia.
Gestì un laboratorio di analisi e vinse un concorso all’INAM grazie al sostegno di Cosa Nostra.
Fu consigliere comunale per la DC a Palermo e segretario della sezione DC di Ciaculli nel 1978.
Nel 1977 venne ammesso "a riserva" in Cosa Nostra nella fazione di Ciaculli–Brancaccio, con l’obiettivo di agevolare l’ingresso nella Loggia P2 di Licio Gelli.

### Arresto e collaborazione
Arrestato nel 1994 in Croazia, dove aveva fatto fortuna con i casinò, avviò la collaborazione con la magistratura in cambio dell’accusa di associazione mafiosa (416‑bis).
Fu testimone chiave nei processi relativi a Calogero Mannino, Giulio Andreotti, e Nicola Mancino, fornendo informazioni critiche sul rapporto tra mafia e politica.
Nel processo “Mammasantissima” (2014), Pennino confermò l’esistenza di collegamenti tra ’ndrangheta, Cosa Nostra e massoneria.
Nel processo “Gotha” (2019) testimoniò l’esistenza di una “cupola invisibile” composta da mafia, massoneria, servizi segreti e politica, citando Stefano Bontade come interlocutore centrale di tale comitato d'affari.

### Deposizione parlamentare e critica istituzionale
Il 14 gennaio 1998, davanti alla Commissione parlamentare antimafia, Pennino denunciò depistaggi e ingerenze politiche nelle indagini giudiziarie, ammettendo di aver saputo di mandanti politici delle stragi del dopoguerra.
Durante gli interrogatori rilasciati alla magistratura e alla Commissione, in merito al caso Calvi, Pennino riferì che Cosa Nostra aveva utilizzato inizialmente Michele Sindona per riciclare capitali illeciti, ma, dopo il fallimento delle sue banche, i capitali furono trasferiti al Banco Ambrosiano di Calvi.
Sindona aveva restituito parte dei fondi alla mafia, mentre Calvi non onorò gli accordi, generando forte malcontento tra le cosche siciliane. Calvi era considerato vicino alla massoneria e sarebbe stato inserito in ambienti massonici, contesto nel quale si muovevano anche importanti esponenti mafiosi come Stefano Bontate e Giuseppe Calò.
Pennino indicò il ruolo centrale della mafia nel controllo dei circuiti finanziari del banco di Calvi, sostenendo che il crack Ambrosiano non fu solo un fallimento finanziario, ma l'esito di una guerra di potere tra gruppi criminali e massonici.
Le sue dichiarazioni sono state considerate spontanee, coerenti e geograficamente circostanziate, ponendolo tra i pentiti di vertice più attendibili in Italia .